# Franček Knez
Franček „Franc“ Knez (* 15. Juli 1955 in Celje; † 6. Oktober 2017) war ein slowenischer Bergsteiger.

## Biografie
Knez begann 1973 mit dem Klettern und bestritt annähernd 800 Erstbegehungen und knapp 5500 Routen in den Alpen, im Himalaya, in Patagonien, im Yosemite und den Anden. Ihm gelangen als einem von nur wenigen Kletterern Erstbegeherrouten an allen „drei Problemen der Alpen“ (Eiger, Matterhorn, Grandes Jorasses) sowie die Erschließung neuer Kletterrouten bis in den Schwierigkeitsgrad „IX-“ nach UIAA.
Allein im heimatlichen Slowenien gehen hunderte Erstbegehungen und Routen auf sein Konto, darunter allein 34 Routen durch die Nordwand des Triglav, dem höchsten Berg des Landes. Zu seinen weiteren nationalen Höhepunkten zählen die nächtliche Durchsteigung der Nordwand des Špik, die erste Winterbegehung der Modec-Režek-Route (V+) am Štajerska Rinka, die schwierigsten gefrorenen Wasserfälle im Logartal und die Begehung des Ledenka, eine Route im höchsten Schwierigkeitsgrad des Eiskletterns (M7).
Nicht zu unterschätzen waren auch seine Leistungen im Speedklettern. 1979 machte er bei den Speedkletter-Weltmeisterschaften in Jalta den 3. Platz und konnte 1982 die bis dahin schnellste Begehung der Eiger-Nordwand für sich verbuchen; er war dabei in rund sechs Stunden und im Alleingang über eine neue Freikletterroute (Knez-Route) im westlichen Wandteil zum Gipfel gelangt. 1983 durchstieg er den Bonattipfeiler am Petit Dru in lediglich zwei Stunden. Der Erstbegeher Walter Bonatti hatte 1955 noch ganze sechs Tage dafür benötigt. 1977 durchstieg er in nur zehn Tagen über eine Erstbegehungsroute die Nordwand der Grandes Jorasses, die Route Leichentuch an derselben Nordwand, die Amerikaner-Direttissima an der Westwand des Petit Dru und die Nordwand des Grands Charmoz.
1978 konnte er die Amerikaner-Route am Huascarán in den Anden wiederholen. 1979 war er Teilnehmer einer jugoslawischen Expedition zum Mount Everest, wo die Erstbegehung des kompletten Westgrates gelang. Knez selbst gehörte jedoch nicht zum anschließenden Gipfelteam. 1981 nahm er an einer weiteren jugoslawischen Expedition zum Lhotse teil, wo erstmals die 8000er-Marke an der Südwand erreicht und überschritten werden konnte (ca. 8200 m). Wegen Schlechtwetters blieb jedoch ein anschließender Gipfelsieg aus.
1982 gelangen ihm in den Anden über neue Routen jeweils ein Gipfelsieg am Chopicalqui, Chakrarahu und Pisco. 1983 erreichte er zudem über eine Erstbegeherroute den legendären El Capitan im Yosemite. Im selben Jahr konnte er über eine neue Route (Devil’s Dihedral) am Goretta-Pfeiler den Gipfel des Fitz Roy in den Anden erreichen. Ebenfalls 1983 gelang ihm mit der Drei-Musketiere-Route, ein neuer Aufstieg zum Matterhorn.
1984 erreichte er am Cho Oyu im Himalaya eine Höhe von rund 7700 m und stieg 1985 über die Nordwand auf den Kangchendzönga-Westgipfel im Himalaya. 1985 gelang ihm auch noch die Erschließung einer neuen, direkten Route im linken Wandteil der Eiger-Nordwand (Slowenen-Route oder auch Fortuna-Route).
Zu seinen größten internationalen Erfolgen zählen außerdem;
- Januar 1986: Neue Route durch die Direttissima der Ostseite des Cerro Torre (Hudičeva Direttissima oder auch Peklenska-Direttissima)
- Dezember 1986: Neue Route (Psycho-Vertical-Route) auf der Südostseite des Torre Egger.
- 1986: Neue Route (Grey-Yellow-Arrow-Route) an der Nordwand des Cerro El Mocho in Chile.
- 1987: Neue Route (Slowenen-Route) an der Südostwand des Trango Tower.
- 1988: Zwei neue Routen an der Garhwal Himalaya in Indien.
- 1989: Neue Route (Rolling-Stones-Route) am Bagirathi II in Indien

Die meisten seiner Routen kletterte er mit Silvo Karo und Janez Jeglič. Für seine zahlreichen Erfolge wurde er unter anderem 1984 mit der Medalja zaslug za narod (Verdienste für Jugoslawien) und dem Bloudkova nagrada (Höchste nationale Anerkennung der Republik Slowenien für Leistungen im Sport) ausgezeichnet. 2010 erhielt er aus den Händen des slowenischen Präsidenten Danilo Türk einen der höchsten Verdienstorden des Landes.
2009 erschien sein Buch Ožarjeni kamen.